# 拉塔克村 (阿姆拉什縣)
拉塔克村（波斯語：لاتك），是伊朗吉兰省阿姆拉什县兰库区沙布庫斯拉特鄉的一个村。2006年人口普查顯示該村人口为96人，分佈在27个家庭中。